# Karl Maria Kertbeny
Karl Maria Kertbeny či Károly Mária Kertbeny, před maďarským povstáním Karl Maria Benkert (28. února 1824 Vídeň – 23. ledna 1882 Budapešť), byl spisovatel cestopisů, pamětí a literatury faktu, publicista, překladatel, tulák a aktivista, Maďar s německými kořeny, který žil zejména v Maďarsku, Rakousku, Německu a Švýcarsku. Světově proslulý je především tím, že je považován za původce dnešních výrazů pro heterosexuály a homosexuály a je v moderní době jedním z prvních, kdo prosazoval pojetí sexuální orientace jako vrozené a neměnné vlastnosti (později nazývané tzv. medicínským pojetím).

## Životopis

### Dětství a mládí
Narodil se jako Karl Maria Benkert roku 1824 ve Vídni. Jeho otcem byl spisovatel a malíř Anton Benkert (*1795 Budín, † 1846 Pešť), matkou rovněž umělecky založená Charlotte Benkertová, rozená Grafová, žačka malíře Leybolda. Měl o rok mladšího bratra, který se jmenoval Imre (Emrich) Karl Benkert (* 27. března 1825, † 21. ledna 1855). 

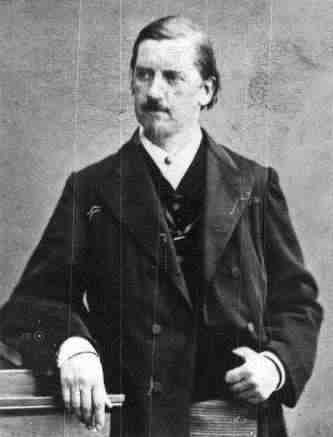
Kertbeny kolem roků 1855 až 1860

Rodina Benkertů pocházela z Bavorska, příbuzenské větve měla i v italské Padově a ve Spojených státech. Zakladatelem maďarské větve rodiny byl Karl-Mariův dědeček Sebastian Benkert, syn starosty Bamberku, který se vydal do světa jako řeznický tovaryš a roku 1770 se usadil v Pešti, kde si se svou ženou Annou von Szalayovou otevřel hostinec U Uherského krále. Jejich syn Anton, Karl-Mariův otec, obchodoval ve Vídni s korály, ale roku 1827 se vrátil se ženou a dvěma dětmi (Karl-Mariovi byly 3 roky, Imrichovi 2 roky) do rodičovského domu v Pešti.
Karl-Maria absolvoval základní a latinskou školu a poté nastoupil na cisterciáckou školu v Egeru. Roku 1838 nastoupil v Győru do učení ke knihkupci Andreasi Schwaigerovi. V tomto období se seznámil s knížecím rodem Pückler-Muskau. V tomto období měl také blízkého přítele, který byl homosexuál a byl vyděračem dohnán k sebevraždě – jak Karl-Maria po letech napsal, tato událost jej přivedla k zájmu o téma homosexuality a instinktivnímu úsilí zabývat se každou nespravedlností.

### Cestování a známosti

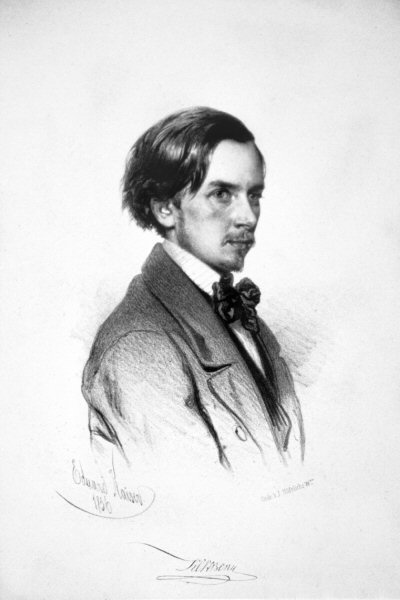
Karl Maria Kertbeny, litografie od Eduarda Kaisera, 1856

Poté, co se nepohodl se svým otcem, se dal na bezcílný potulný život. Cestoval bez prostředků přes Vídeň a Prahu do Drážďan. Tam se opět setkal s Pücklerem, a ten mu poradil, aby vstoupil do vojenské služby. Karl-Maria se tedy stal kadetem v uherském 5. dělostřeleckém pluku. Roku 1843 vojenskou dráhu opustil a rozhodl se stát spisovatelem. Kontakty jeho matky mu umožnily obracet se na umělecké kruhy od Vídně až po Pešť. Jako žurnalista a cestopisec napsal přes 25 knih na různá témata. Především se věnoval německo-uherskému literárnímu zprostředkování, počínaje vydáváním „Ročenky německého elementu v Uhrách“ (1846), kam přispívali mimo jiné János László Pyrker a Ferenc Pulszky.
Poté, co jeho otec ztratil většinu jmění ve spekulativních obchodech a 12. října 1846 zemřel, opustil Karl-Maria opět Uhry a vrátil se bez prostředků a bez pasu opět k potulnému životu. V lednu 1847 jej v Aarau přijal Heinrich Zschokke, v únoru se zdržel v Paříži a navštívil Heinricha Heineho. Jacob Venedey ho seznámil s básníkem Bérangerem, okruh jeho známých rozšířili i George Sandová, Alfred de Musset a další francouzsky píšící autoři. Přes Hamburk vycestoval do Londýna a tam setkal s Ferdinandem Freiligrathem, jehož reakce ovšem byla velmi skeptická, a s Thomasem Carlylem, který mu napsal doporučující dopis pro Karla Augusta Varnhagena von Ense do Berlína. Tomu pak Karl Maria Benkert poreferoval o svých cestách a setkáních a o překladu textů jeho ženy Rahel Varnhagen von Ense do maďarštiny básnířkou Ninou Pongruezovou.
Podle Varnhagenovy rady Benkert ještě téhož roku 1847 změnil své jméno úředně z Benkert na Kertbeny, aristokraticky znějící uherské jméno. Maďarské osvobozovací hnutí roku 1848, související s revolucí v Německu a dalších zemích, pro něž se nadchlo mnoho liberálně smýšlejících intelektuálů, probudilo o uherskou literaturu a kulturu velký zájem, který souzněl z Kertbenyho překladatelskými snahami. Na Nový rok 1848 navštívil Kertbenyho Varnhagen a zastihl ho, jak se po silvestrovských oslavách chystá vyspat s Maxem Stirnerem a Friedrichem Saßem.

### Překladatel a literární zprostředkovatel
Březnová revoluce roku 1848 ukončila Kertbenyho pobyt v Berlíně. Cestoval dále do Halle a Výmaru, kde se setkal s Ferencem Listem. Ve Frankfurtu nad Mohanem se sešel s poslanci Frankfurtského národního shromáždění, prvního německého parlamentu, mezi nimiž byli například Jacob Grimm, Ludwig Uhland, Johann Hermann Detmold či Alfred Meißner, kterého již znal z Paříže. Mezitím Kertbeny přispíval do německých časopisů (Nürnberger Courier, Frankfurter Conversationsblatt, Weser-Zeitung, Bremer Beobachter, Magazin für die Literatur des Auslandes) skicami z oborů historie, politiky i dějin umění.
Během svého pobytu v Lipsku v létě 1851 připravoval německé vydání knihy Ungarische Volkslieder. a publikoval Petöfiho pohádku Held János Po potlačení maďarského povstání se Kertbeny přihlásil rakouským úřadům a roku 1852 se znovu usadil v Pešti.
Roku 1854 ho Hoffmann von Fallersleben přizval ke spolupráci na Výmarských ročenkách (Weimarische Jahrbücher).

### Spisky o homosexualitě

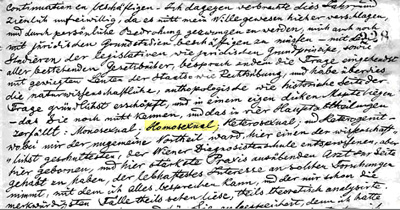
První použití slov „Monosexual“, „Homosexual“ a „Heterosexual“ v dopise z roku 1868

Roku 1860 se v Ženevě setkal s Hansem Christianem Andersenem. Je známo, že toto setkání způsobilo, že Andersen propadl obrovské beznaději a zoufalství, ale zůstává tajemstvím, co se při něm událo. Henning Bech se dohaduje, že v tom mohla hrát roli Andersenova sexuální orientace a strach z jejího pojmenování.
Koncem 60. let začal Kertbeny psát o homosexualitě, což zdůvodňoval antropologickými zájmy, smyslem pro spravedlnost a starostí o lidská práva. Roku 1869 anonymně zveřejnil leták na téma „Paragraf 143 pruského trestního zákoníku ze 14. dubna 1851 a jeho znovupotvrzení jako paragrafu 152 v navrhovaném trestním zákoníku pro Severoněmecký spolek. Otevřená a pracovní korespondence s Jeho Excelencí Dr. Leonhardtem, královským pruským ministrem spravedlnosti.“
Druhý leták k témuž tématu následoval záhy poté. V něm tvrdil, že pruský § 143 o trestnosti sodomie narušuje lidská práva, neboť soukromé dobrovolné sexuální chování by nemělo být předmětem trestního práva. S poukazem na svého přítele z dob, kdy se učil knihkupcem, tvrdil, že homosexuálové jsou vinou pruského zákona vystaveni vydíráni a doháněni k sebevraždě. Kertbeny napsal, že homosexualita je vrozená a nezměnitelná. Oponoval tak převládajícímu názoru té doby, že mužská sodomie pochází z čiré zlomyslnosti. Píše, že homosexuální muži nejsou od přírody změkčilí, a poukázal na to, že mnozí velcí hrdinové dějin byli homosexuální.
Ve svých dopisech vytvořil Kertbeny slovo „homosexual“ jako součást svého systému klasifikace sexuálních typů. Muže, kteří jstou přitahování ženami, nazýval „heterosexual“, masturbátory „monosexual“ a stoupence análního styku nazýval „Pygisten“, tedy pygisté (řecky pygê = zadnice). Řecko-latinské adjektivní označení homosexuality a heterosexuality se u vědců časem uchytilo.
Muži jako Karl Heinrich Ulrichs, kteří se veřejně deklarovali jako homosexuálové, bojovali dál za práva homosexuálů. Kertbeny se však držel zpátky. Roku 1880 přispěl zoologovi Gustavu Jägerovi kapitolou o homosexualitě do jeho knihy Entdeckung der Seele (Objev/odhalení duše), avšak Jägerův vydavatel se rozhodl tuto část odstranit, protože ji považoval za příliš kontroverzní. Proto Jäger použil Kertbenyho terminologii na jiném místě knihy. Rakouský psychiatr Richard von Krafft-Ebing pak převzal Kertbenyho výrazy homosexuell a heterosexuell z Jägerovy knihy a použil je ve své monografii Psychopathia sexualis (1886), která se dočkala mnoha vydání a stala se tak významnou, že v ní použité termíny se staly standardními označeními pro sexuální orientace a vytlačily Ulrichsovy termíny Urning a Dioning i mnohá další označení, která se původně objevovala v diskuzích. Kertbeny se tohoto rozšíření svých termínů již nedožil.

### Závěr života

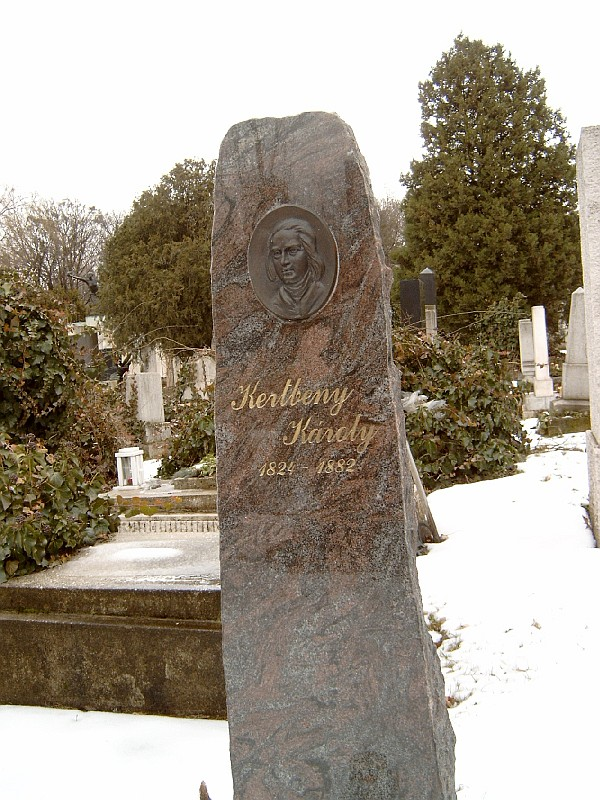
Kertbenyho hrob na hřbitově Kerepesi (2006)

Koncem 50. let se Kertbeny zdržoval ve Vídni a v Mnichově a psal své dvousvazkové paměti, sestavené převážně jako sbírka dopisů. Osobní vzpomínky vyšly v letech 1861 a 1863 v Praze pod názvem Silhouetten und Reliquien. Persönliche Erinnerungen, vydal je J. F. Kober. Další memoáry se věnovaly známým osobnostem, které Kertbeny poznal. Roku 1860 v Ženevě vydal Erinnerungen an Graf Stefan Szechenyi, roku 1861 v Praze Erinnerungen an Graf Ladislaus Teleki a roku 1864 v Bruselu a Lipsku Erinnerungen an Charles Sealsfield.
Koncem roku 1860 odešel do Ženevy, kde se chystal napsat obsáhlé dějiny tohoto města, ze zamýšleného díla však vyšel jen sešit s rozvrhem. K jeho dílu patří také obsáhlá německo-maďarská Bibliographie (Budapest, 1860) a početné politické spisky.
Nikdy se neoženil, ale ve svých pamětech se přiznal, že má "normálně" orientovanou sexualitu, a badatelé nenašli nic, čím by bylo toto tvrzení zpochybněno.
Zemřel v Budapešti roku 1882 ve věku 58 let. Je pohřben na hřbitově Kerepesi v Budapešti, kde jsou pochovány mnohé významné maďarské osobnosti 19. a 20. století. Jeho hrob znovu objevila v roce 2001 socioložka Judit Takácsová, která se intenzivně zabývala Kertbenyho dílem. Homosexuální hnutí zřídilo na jeho hrobě nový náhrobní kámen a od roku 2002 sem při homosexuálních festivalech pravidelně pokládá věnce.

## Hodnocení
Maďarský spisovatel a literární historik Lajos Hatvany napsal, že tento náladový, vrtkavý, nedokonalý spisovatel je jedním z nejlepších a neprávem zapomenutých maďarských pisatelů pamětí.